# 18ª Avenida (línea Sea Beach)
18ª Avenida es una estación en la línea Sea Beach del Metro de Nueva York de la división A del Interborough Rapid Transit Company. La estación se encuentra localizada en Bensonhurst en Brooklyn entre la 18.ª Avenida y la Calle 64. La estación es servida en varios horarios por los trenes del Servicio .

## Enlaces externos

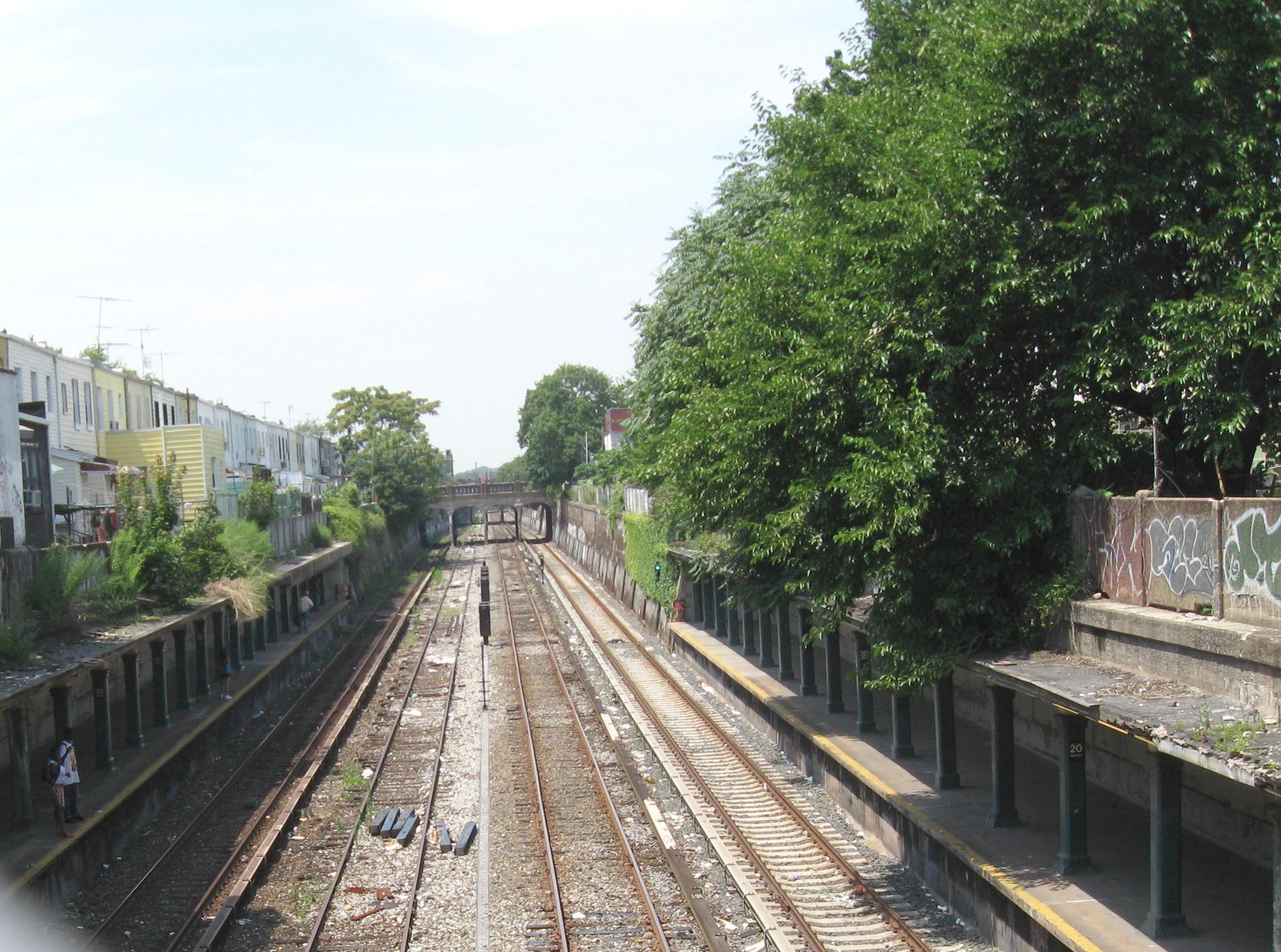
Plataformas en el extremo Oeste